# Vron
Vron est une commune française située dans le département de la Somme, en région Hauts-de-France.
Depuis le 29 juillet 2020, la commune fait partie du Parc naturel régional de la Baie de Somme Picardie Maritime.
La commune fait partie des villages labellisés Pays d'art et d'histoire qui œuvrent à mettre en avant leur patrimoine,.

## Géographie

### Localisation
Vron est un village picard du Ponthieu.
À vol d'oiseau, la localité est située à 8 km au nord-est de Rue, 17 km au sud de Montreuil-sur-Mer, 24 km au nord d'Abbeville et à 61 km au nord-ouest d'Amiens.
Le territoire de la commune est limitrophe de ceux de six communes.
Les communes limitrophes sont  Argoules, Arry, Nampont, Regnière-Écluse, Villers-sur-Authie et Vironchaux.

### Hydrographie

#### Réseau hydrographique
La commune est située dans le bassin Artois-Picardie. Elle est drainée par le canal de Pende.

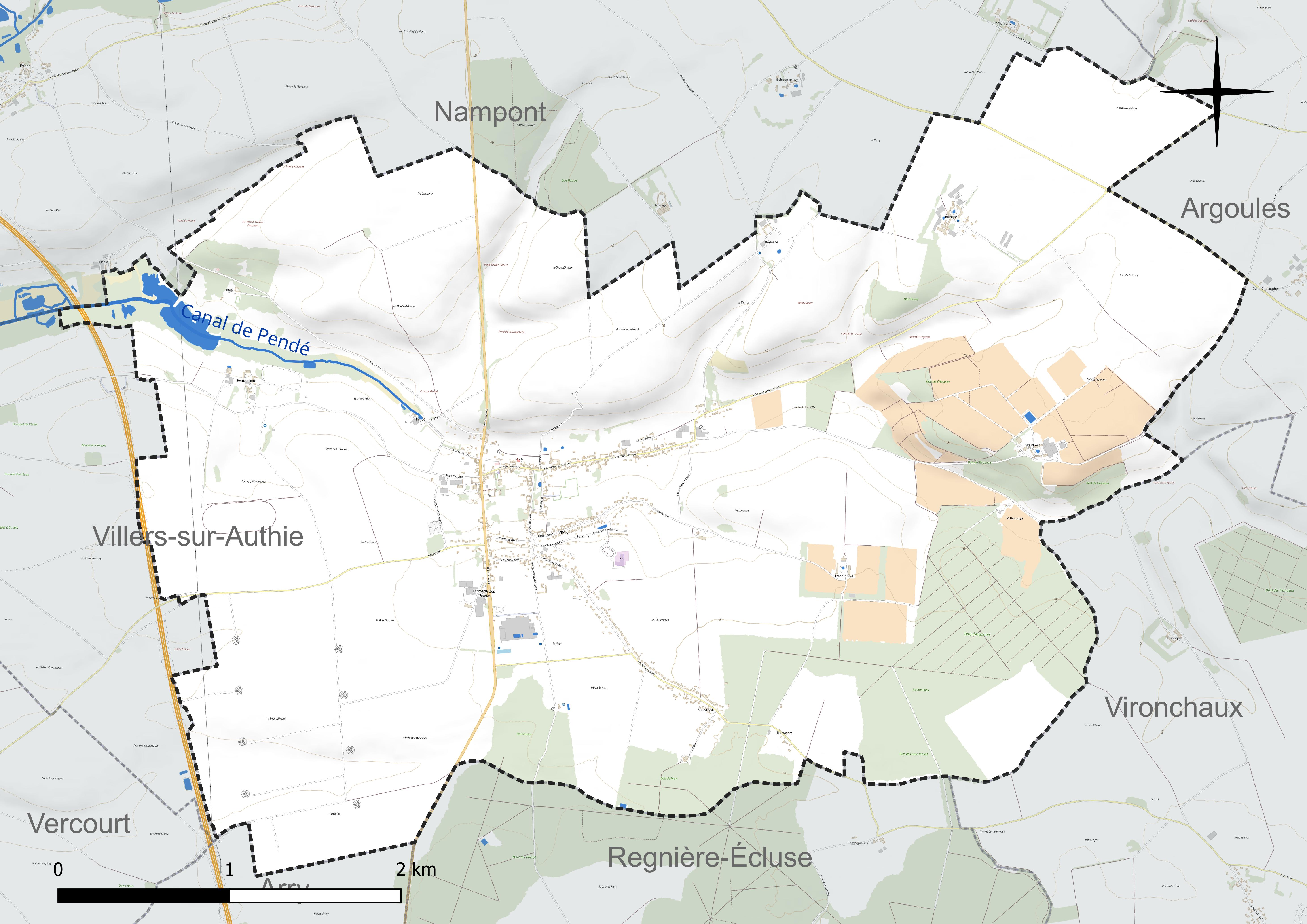
Réseau hydrographique de Vron.

#### Gestion et qualité des eaux
Le territoire communal est couvert par le schéma d'aménagement et de gestion des eaux (SAGE) « Authie ». Ce document de planification concerne un territoire de 1 253 km2 de superficie, délimité par le bassin versant de l'Authie. Le périmètre a été arrêté le 5 août 1999 et le SAGE proprement dit est, en 2024, en cours d'élaboration. La structure porteuse de l'élaboration et de la mise en œuvre est le syndicat mixte Canche Et Authie.
La qualité des cours d'eau peut être consultée sur un site dédié géré par les agences de l'eau et l'Agence française pour la biodiversité.

### Climat
Pour des articles plus généraux, voir Climat des Hauts-de-France et Climat de la Somme.
En 2010, le climat de la commune est de type climat océanique franc, selon une étude du CNRS s'appuyant sur une série de données couvrant la période 1971-2000. En 2020, Météo-France publie une typologie des climats de la France métropolitaine dans laquelle la commune est exposée à un climat océanique et est dans la région climatique Côtes de la Manche orientale, caractérisée par un faible ensoleillement (1 550 h/an) ; forte humidité de l'air (plus de 20 h/jour avec humidité relative > 80 % en hiver), vents forts fréquents.
Pour la période 1971-2000, la température annuelle moyenne est de 10,4 °C, avec une amplitude thermique annuelle de 12,6 °C. Le cumul annuel moyen de précipitations est de 803 mm, avec 12,8 jours de précipitations en janvier et 8,1 jours en juillet. Pour la période 1991-2020, la température moyenne annuelle observée sur la station météorologique la plus proche, située sur la commune d'Abbeville à 24 km à vol d'oiseau, est de 11,0 °C et le cumul annuel moyen de précipitations est de 806,2 mm,. Pour l'avenir, les paramètres climatiques de la commune estimés pour 2050 selon différents scénarios d'émission de gaz à effet de serre sont consultables sur un site dédié publié par Météo-France en novembre 2022.

## Urbanisme

### Typologie
Au 1er janvier 2024, Vron est catégorisée commune rurale à habitat dispersé, selon la nouvelle grille communale de densité à sept niveaux définie par l'Insee en 2022.
Elle est située hors unité urbaine et hors attraction des villes,.

### Occupation des sols
L'occupation des sols de la commune, telle qu'elle ressort de la base de données européenne d'occupation biophysique des sols Corine Land Cover (CLC), est marquée par l'importance des territoires agricoles (83,6 % en 2018), en augmentation par rapport à 1990 (81,7 %). La répartition détaillée en 2018 est la suivante : 
terres arables (72,1 %), forêts (7,7 %), cultures permanentes (5,2 %), zones agricoles hétérogènes (4,5 %), zones urbanisées (4,3 %), milieux à végétation arbustive et/ou herbacée (4,2 %), prairies (1,8 %), zones humides intérieures (0,1 %). L'évolution de l'occupation des sols de la commune et de ses infrastructures peut être observée sur les différentes représentations cartographiques du territoire : la carte de Cassini (XVIIIe siècle), la carte d'état-major (1820-1866) et les cartes ou photos aériennes de l'IGN pour la période actuelle (1950 à aujourd'hui).

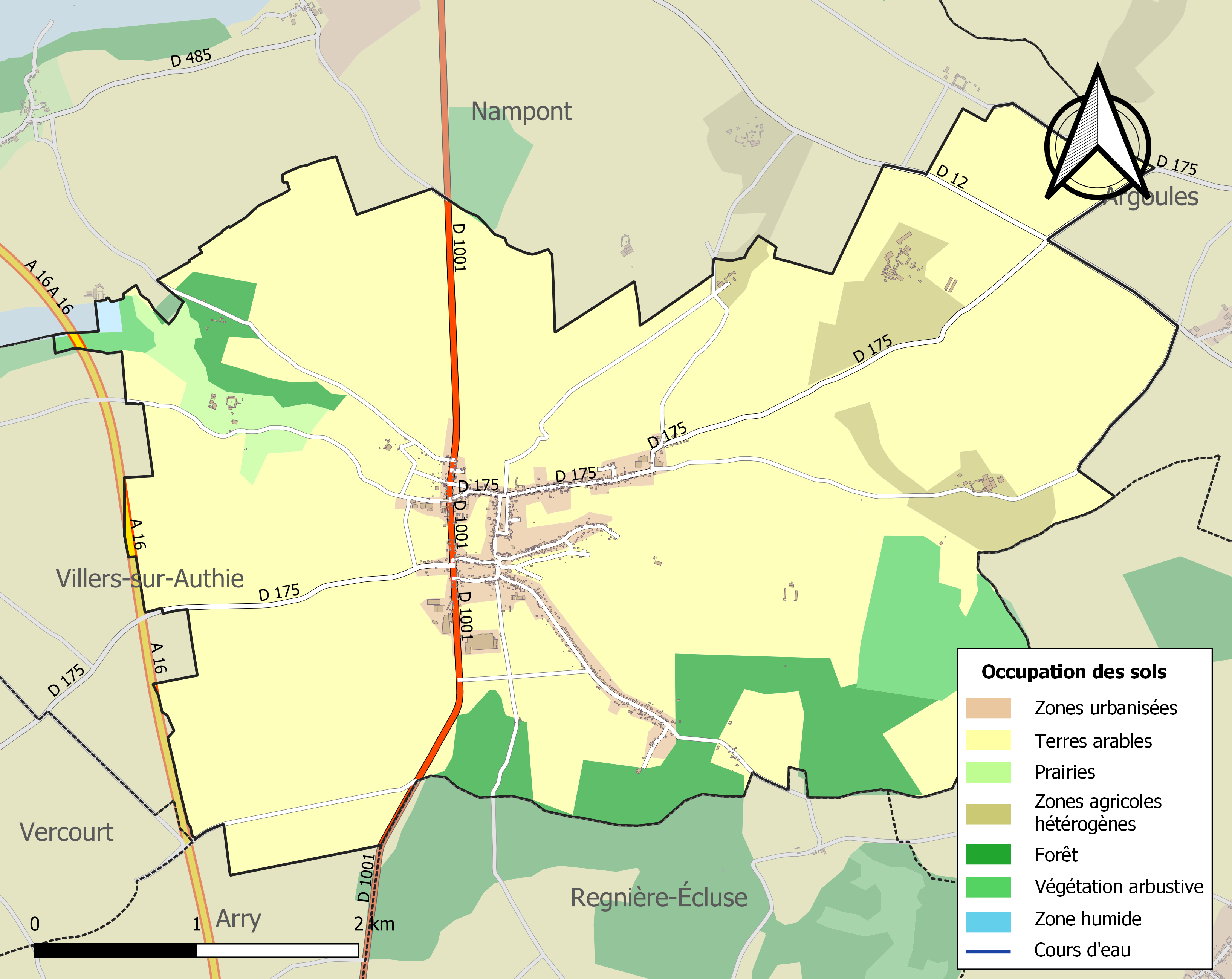
Carte des infrastructures et de l'occupation des sols de la commune en 2018 (CLC).

### Habitat et logement
En 2019, le nombre total de logements dans la commune était de 456, alors qu'il était de 428 en 2014 et de 425 en 2009.
Parmi ces logements, 75,1 % étaient des résidences principales, 15,4 % des résidences secondaires et 9,5 % des logements vacants. Ces logements étaient pour 97,6 % d'entre eux des maisons individuelles et pour 2 % des appartements.
Le tableau ci-dessous présente la typologie des logements à Vron en 2019 en comparaison avec celle de la Somme et de la France entière. Une caractéristique marquante du parc de logements est ainsi une proportion de résidences secondaires et logements occasionnels (15,4 %) supérieure à celle du département (8,3 %) et à celle de la France entière (9,7 %). Concernant le statut d'occupation de ces logements, 78,4 % des habitants de la commune sont propriétaires de leur logement (77,6 % en 2014), contre 60,2 % pour la Somme et 57,5 pour la France entière.
| Typologie                                               | Vron | Somme | France entière |
| ------------------------------------------------------- | ---- | ----- | -------------- |
| Résidences principales (en %)                           | 75,1 | 83,2  | 82,1           |
| Résidences secondaires et logements occasionnels (en %) | 15,4 | 8,3   | 9,7            |
| Logements vacants (en %)                                | 9,5  | 8,5   | 8,2            |

### Voies de communication et transports
Vron est desservi par l'ancienne route nationale 1 (actuelle RD 1001), aisément accessible par l'autoroute A 16. Rue, le chef-lieu de canton est à 10 km, le chef-lieu d'arrondissement, Abbeville, se trouve à 25 km par la l'ex-RN 1  (actuelle RD 1001).
En 2019, la localité est desservie par les lignes de bus du réseau Trans'80, chaque jour de la semaine, sauf le dimanche.

### Énergie
En 2018-2019, dix jeunes agriculteurs regroupés dans Vert Énergies ont envisagé l'installation d'un méthaniseur pour traiter les effluents de leurs exploitations. Ce projet, situé le long de l'ex-RN1 (actuelle RD 1001), à 900 mètres des premières habitations et à 650 mètres du coin de la première pâture, a fait l'objet d'un vote défavorable du conseil municipal du 23 octobre 2019, craignant les nuisances.
En janvier 2020, le maire annonce l'abandon du projet.

## Toponymie
Virrum (Gall. Christ.) en 1100, Vron (1160) donné par Alexandre, pape dans un cartulaire de Valloires et Verrow en 1218 (charte du comté de Ponthieu) sont des formes du nom donné à la localité. Suivront Verons en 1620 et Verderon en 1300 (reconnaissance de fief à l'abbaye de Corbie par Jean de Picquigny).
Le nom de Vron est obscur, ce qui explique sans doute pourquoi Albert Dauzat, Charles Rostaing et Ernest Nègre n'ont pas étudié ce toponyme.
En revanche, le nom de la commune d'Avesnes, absorbée par Vron, appartient à toute une série toponymique, bien étudiée par les spécialistes. Il est mentionné sous la forme Avisnis dès 844. Il s'agit d'un appellatif d'origine germanique, avisna / afisna signifiant « pâturage »,, commun dans le Nord, la Picardie, la Normandie, l'Île-de-France et l'ancien comté du Maine. Cf. Avesnes, Avernes et Authevernes. Ernest Nègre a voulu voir un bas latin avenesna qui a donné le mot d'oïl avesnesne « lieu propice à l'avoine », mot rarement attesté, ce qui contredit les formes anciennes de tous les Avesnes qui possèdent parfois des attestations remontant jusqu'au VIIIe siècle (toujours du type Avisnis), où n'apparaît jamais la forme *Avenesna. En outre, le sens de « pâturage » est clairement attesté, par exemple Les Avesnes (Seine-Maritime, Communes patures nommées les Avesnes dans le fief de Montérolier 1455).

## Histoire

### Antiquité et haut Moyen Âge
Une nécropole contenant des sépultures de l'époque romaine jusqu'au VIe siècle a été découverte. Une analyse plus précise du matériel archéologique des tombes et morphologique des squelettes a mis en évidence, selon l'archéologue et anthropologue Luc Buchet, un groupe d'individus du IVe siècle-Ve siècle formant un ensemble homogène qui se distingue morphologiquement des indigènes et se rapproche, par contre, des populations germaniques du Nord. Ils sont à l'origine du cimetière vers 370-375, dans la zone du litus Saxonicum. L'inhumation est pratiquée dans 92 % des cas, parfois avec des armes typiquement germaniques. Ensuite, vers 435-445, les inhumations se déplacent vers l'est avec alignement par rangées et on note pour la seconde moitié du Ve et le début du VIe siècle « une forte influence anglo-saxonne qui n'apparaît plus par la suite ». Le matériel archéologique saxon découvert dans ce secteur, la toponymie et les textes convergent pour confirmer l'installation de foederati saxons au service de Rome et leurs familles. Les travaux d'anthropologie de Blondiaux ont montré que les défunts provenaient de Basse-Saxe,.

### Moyen Âge
Une congrégation de moines cisterciens s'établit à l'emplacement de l'actuelle ferme de Balance, jusqu'à ce qu'en 1137 le comte Guy II de Ponthieu les sollicite pour établir l'abbaye de Valloires. En 1158, ils s'installent définitivement dans ce monastère au bord de l'Authie.

### Époque contemporaine

#### La faïencerie
Vron fut le siège d'une faïencerie importante de la fin du XVIIIe siècle à la fin du XIXe siècle : en 1798, Louis Marie Verlingue, d'origine flamande, fonde une faïencerie à Vron puis devint maire de la commune. À sa mort en 1810, son gendre, Jean-François Delahodde, continua la fabrication de faïence jusqu'à sa mort en 1840. Sa veuve, avec l'aide de son ouvrier-peintre Stroffe, poursuivit la production jusqu'en 1850, année de la disparition de la fabrique. Les différents peintres et dessinateurs ont été formés, pour la plupart, dans les faïenceries du Nord et du Pas-de-Calais,. Le musée Boucher-de-Perthes d'Abbeville conserve une collection de faïences de Vron.

#### La râperie
Une râperie dépendant d'une sucrerie proche basée à Rue, les Sucreries du Marquenterre exista à Vron au XIXe siècle.

#### Électeurs en 1849
1849 : comme dans toutes les communes de France, la population masculine majeure peut, pour la première fois, aller voter grâce à l'instauration du suffrage universel.
Voici la répartition (en nombre) de quelques patronymes des électeurs :
| Barbier | Bernard | Leroy | Petit | Sueur | Vasseur |
| 1       | 4       | 1     | 7     | 26    | 2       |

## Politique et administration

### Rattachements administratifs et électoraux
La commune se trouve dans l'arrondissement d'Abbeville du département de la Somme. Pour l'élection des députés, elle fait partie depuis 2012 de la troisième circonscription de la Somme.
Elle fait partie depuis 1793 du canton de Rue. Dans le cadre du redécoupage cantonal de 2014 en France, ce canton, dont la commune est toujours membre, est modifié, passant de 17 à 55 communes.

### Intercommunalité
La commune était membre de la Communauté de communes Authie-Maye, créée fin 2007.
Dans le cadre des dispositions de la loi portant nouvelle organisation territoriale de la République du 7 août 2015, qui prévoit que les établissements publics de coopération intercommunale (EPCI) à fiscalité propre doivent avoir un minimum de 15 000 habitants, cette intercommunalité a fusionné avec ses voisines pour former, le 1er janvier 2017, la communauté de communes Ponthieu-Marquenterre, dont la commune est désormais membre.

### Liste des maires
| Période                                  | Période                    | Identité              | Étiquette | Qualité                                              |
| ---------------------------------------- | -------------------------- | --------------------- | --------- | ---------------------------------------------------- |
| Les données manquantes sont à compléter. |                            |                       |           |                                                      |
| juin 1790                                | juin 1792                  | Jacques Petit         |           | Marchand de bois, élu à l'Assemblée départementale.  |
| en cours en 1798                         |                            | Louis Marie Verlingue |           | Faïencier                                            |
| Les données manquantes sont à compléter. |                            |                       |           |                                                      |
| 2001                                     | 2008                       | Arnaud Dreuillet      |           |                                                      |
| mars 2008                                | mars 2017,                 | Robert Guerlin        |           | Agriculteur. Démissionnaire                          |
| 27 mars 2017                             | En cours (au 7 avril 2022) | Patrick Soubry        |           | Agriculteur retraité Réélu pour le mandat 2020-2026, |

### Jumelages
- Söchtenau (Allemagne)[27].

## Équipements et services publics

### Enseignement

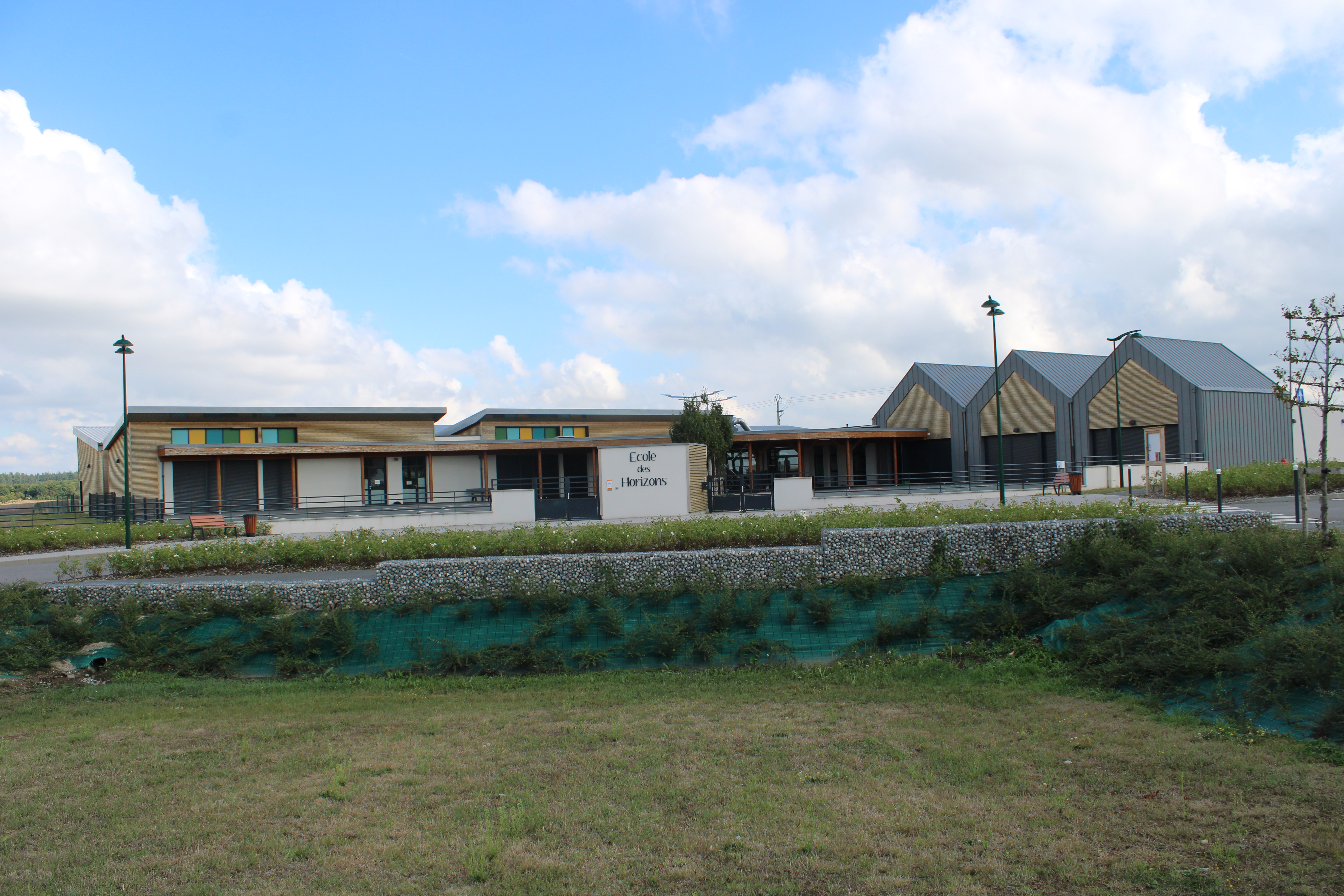
L'école intercommunale.

À la rentrée de septembre 2019, le regroupement pédagogique concentré porté par la communauté de communes Ponthieu-Marquenterre, baptisé École des Horizons, regroupe les 128 élèves de Vron, Villers-sur-Authie, Nampont, Bernay-en-Ponthieu et Arry dans trois classes de maternelle et trois classes élémentaires. Un accueil périscolaire est organisé dès 7 h 30 et jusqu'à 18 h 30. La nouvelle structure a coûté 5,3 millions d'euros, malgré l'opposition de certaines des communes concernées, qui contestaient la fermeture de leurs écoles.

### Postes et télécommunications
Le village s'est doté d'une agence postale communale qui remplace l'ancien bureau de poste.

### Santé
Confrontée au départ à la retraite du praticien historique de la commune, la commune a aménagé en 2016 deux cabinets médicaux dans l'ancien logement du bureau de poste, permettant l'installation de deux doctoresses.
Le village dispose également d'un cabinet infirmier et d'une pharmacie.

## Population et société

### Démographie

#### Évolution démographique
L'évolution du nombre d'habitants est connue à travers les recensements de la population effectués dans la commune depuis 1793. Pour les communes de moins de 10 000 habitants, une enquête de recensement portant sur toute la population est réalisée tous les cinq ans, les populations de référence des années intermédiaires étant quant à elles estimées par interpolation ou extrapolation. Pour la commune, le premier recensement exhaustif entrant dans le cadre du nouveau dispositif a été réalisé en 2008.

En 2022, la commune comptait 835 habitants, en évolution de −0,48 % par rapport à 2016 (Somme : −1,26 %, France hors Mayotte : +2,11 %).
| 1793  | 1800  | 1806  | 1821  | 1831  | 1836  | 1841  | 1846  | 1851  |
| ----- | ----- | ----- | ----- | ----- | ----- | ----- | ----- | ----- |
| 1 087 | 1 094 | 1 137 | 1 233 | 1 370 | 1 347 | 1 254 | 1 228 | 1 183 |

| 1856  | 1861  | 1866  | 1872  | 1876  | 1881 | 1886 | 1891 | 1896 |
| ----- | ----- | ----- | ----- | ----- | ---- | ---- | ---- | ---- |
| 1 175 | 1 162 | 1 144 | 1 063 | 1 007 | 925  | 983  | 980  | 962  |

| 1901 | 1906 | 1911 | 1921 | 1926 | 1931 | 1936 | 1946 | 1954 |
| ---- | ---- | ---- | ---- | ---- | ---- | ---- | ---- | ---- |
| 942  | 990  | 900  | 878  | 808  | 758  | 824  | 862  | 781  |

| 1962 | 1968 | 1975 | 1982 | 1990 | 1999 | 2006 | 2008 | 2013 |
| ---- | ---- | ---- | ---- | ---- | ---- | ---- | ---- | ---- |
| 733  | 692  | 676  | 679  | 729  | 721  | 820  | 850  | 836  |

| 2018 | 2022 | - | - | - | - | - | - | - |
| ---- | ---- | - | - | - | - | - | - | - |
| 836  | 835  | - | - | - | - | - | - | - |

L'évolution du nombre d'habitants est connue à travers les recensements de la population effectués à Vron depuis 1793. Le maximum de la population a été atteint en 1831 avec 1 370 habitants.

#### Pyramide des âges
En 2018, le taux de personnes d'un âge inférieur à 30 ans s'élève à 34,2 %, soit en dessous de la moyenne départementale (36,4 %). De même, le taux de personnes d'âge supérieur à 60 ans est de 25,1 % la même année, alors qu'il est de 26,0 % au niveau départemental.
En 2018, la commune comptait 419 hommes pour 417 femmes, soit un taux de 50,12 % d'hommes, légèrement supérieur au taux départemental (48,51 %).
Les pyramides des âges de la commune et du département s'établissent comme suit.
| Hommes | Classe d’âge | Femmes |
| ------ | ------------ | ------ |
| 0,2    | 90 ou +      | 0,2    |
| 5,7    | 75-89 ans    | 8,2    |
| 17,9   | 60-74 ans    | 18,0   |
| 22,0   | 45-59 ans    | 22,3   |
| 18,4   | 30-44 ans    | 18,7   |
| 16,7   | 15-29 ans    | 16,8   |
| 19,1   | 0-14 ans     | 15,8   |

| Hommes | Classe d’âge | Femmes |
| ------ | ------------ | ------ |
| 0,6    | 90 ou +      | 1,8    |
| 6,7    | 75-89 ans    | 9,4    |
| 17,2   | 60-74 ans    | 18,1   |
| 19,8   | 45-59 ans    | 19,1   |
| 18,2   | 30-44 ans    | 17,5   |
| 19,4   | 15-29 ans    | 18     |
| 18,2   | 0-14 ans     | 16,2   |

### Manifestations culturelles et festivités
La dixième édition de la Vronaise, une course de VTT, un trail, du vélo-famille, une marche et du trek & bike a réuni 1 152 sportifs en 2019,.

## Économie
La commune abrite plusieurs vergers, dont le Domaine de Moismont  surtout orientés vers la production de pommes et poires.
Une unité de fabrication de desserts (pâtisseries, viennoiseries)  du groupe Pasquier est implantée à Vron, ainsi que France Toner, distributeur d'encres pour imprimantes.

## Culture locale et patrimoine

### Lieux et monuments
- Château d'Avesnes (XVIIIe siècle) et son parc[52],[53].
- Chapelle du château d'Avesnes.
- Église Saint-André (nef du XIXe siècle).
- Le bois des embuscades ou bois Périot. Entre autres, un carrosse chargé de vingt mille deniers royaux est pillé en 1719 (ou 1720). Les malfrats finiront exécutés et rompus sur la place d'Abbeville[54].
- Réplique de la grotte de Lourdes, rue de la Grotte. Un maçon la construit au début du XXe siècle sur une propriété privée. Elle passe ensuite en propriété communale[55].
- Monument aux morts du sculpteur Emmanuel Fontaine.
- Ruines du moulin : deux pans de murs envahis par la végétation, visibles en montant la côte.

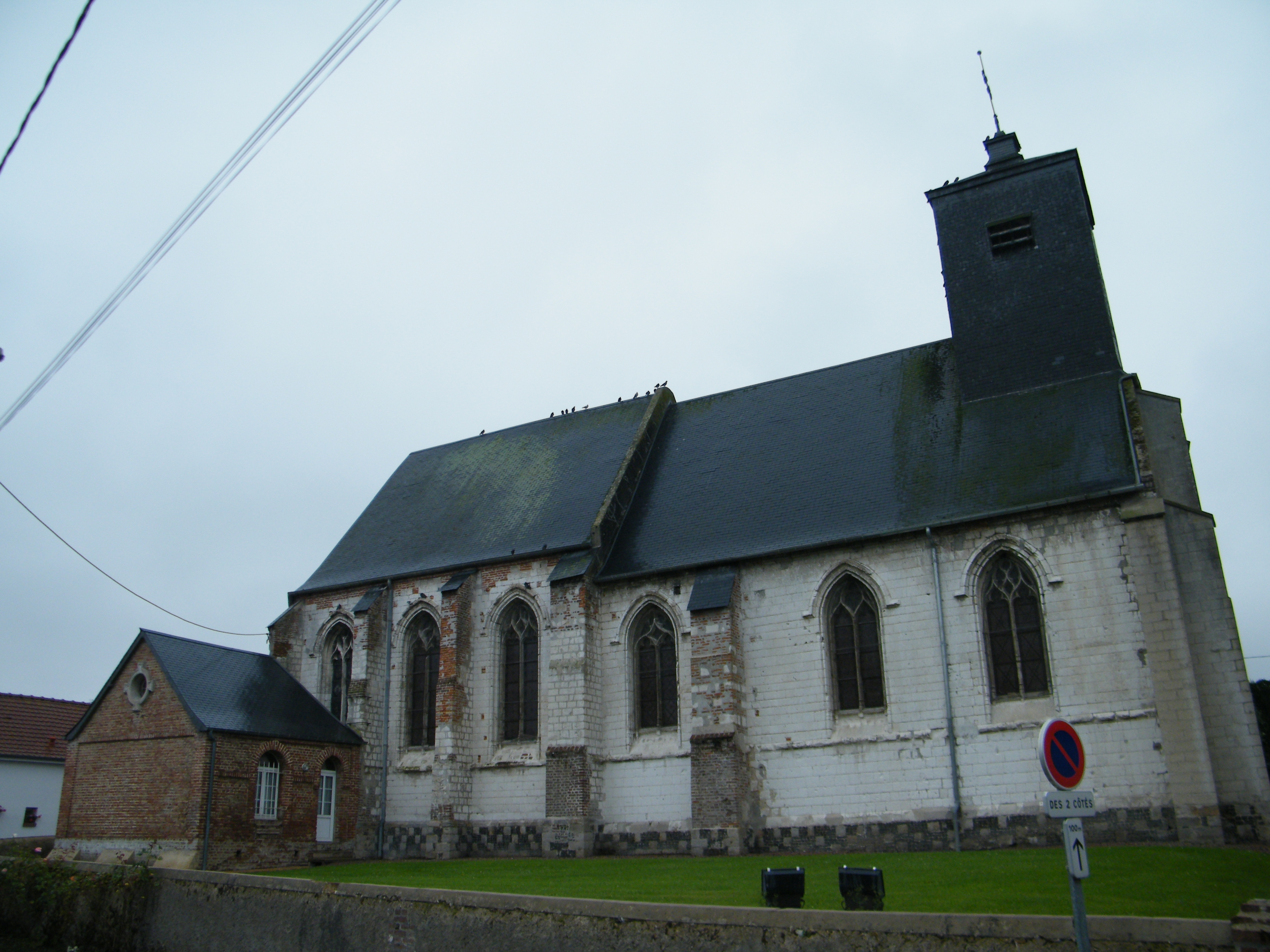
Saint-André.
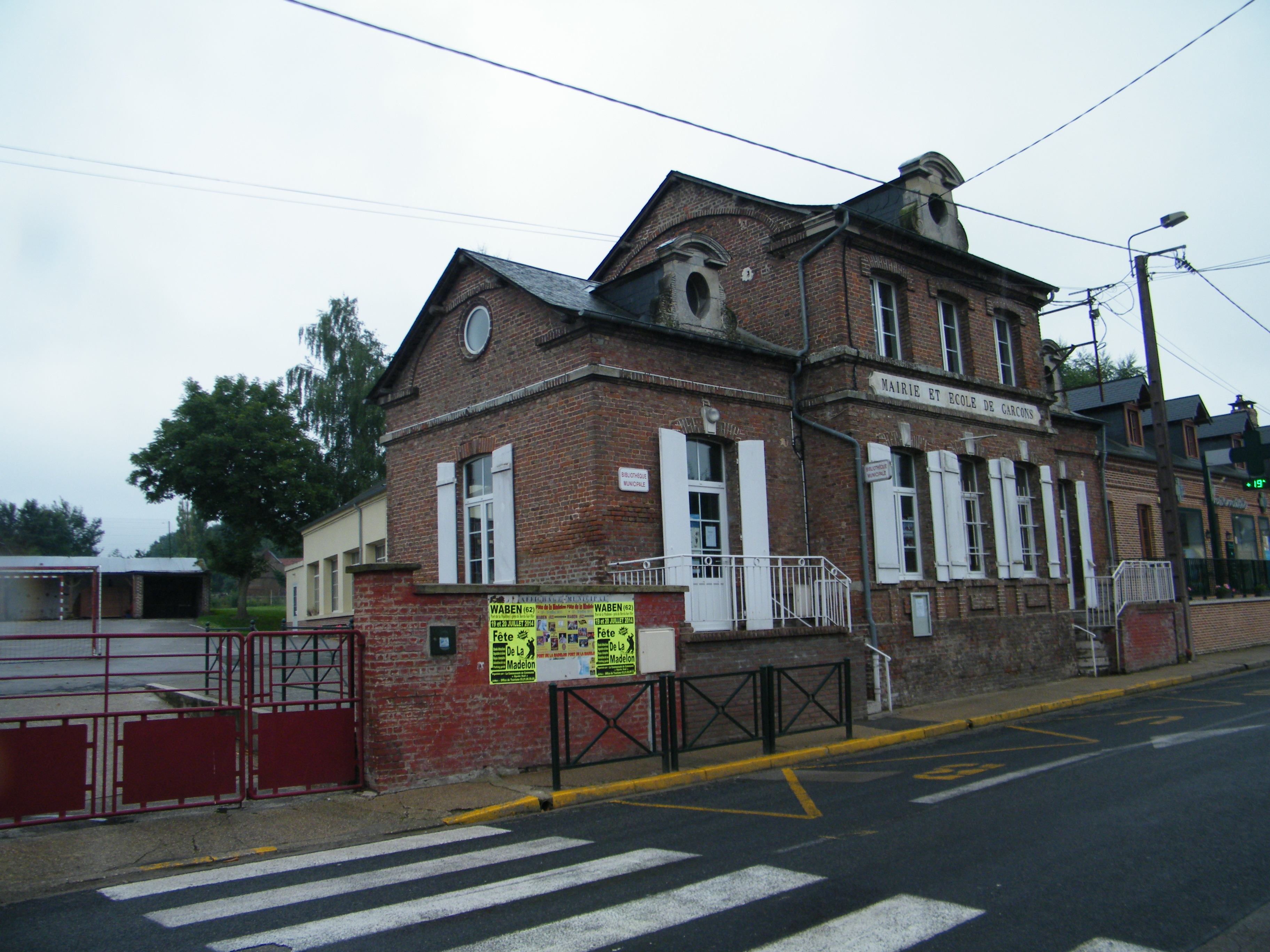
Bibliothèque et ancienne école des filles.
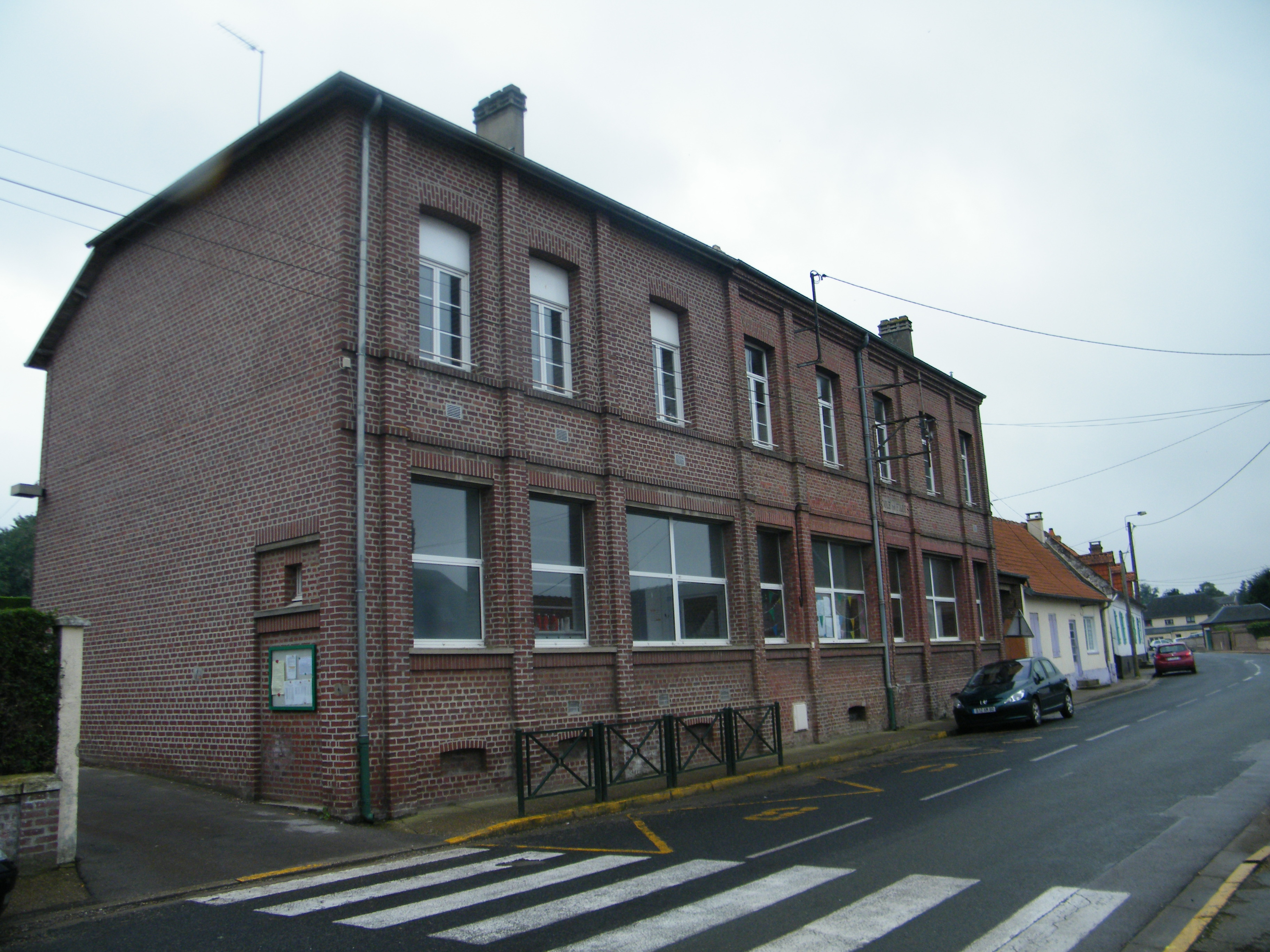
Ancienne école des garçons.
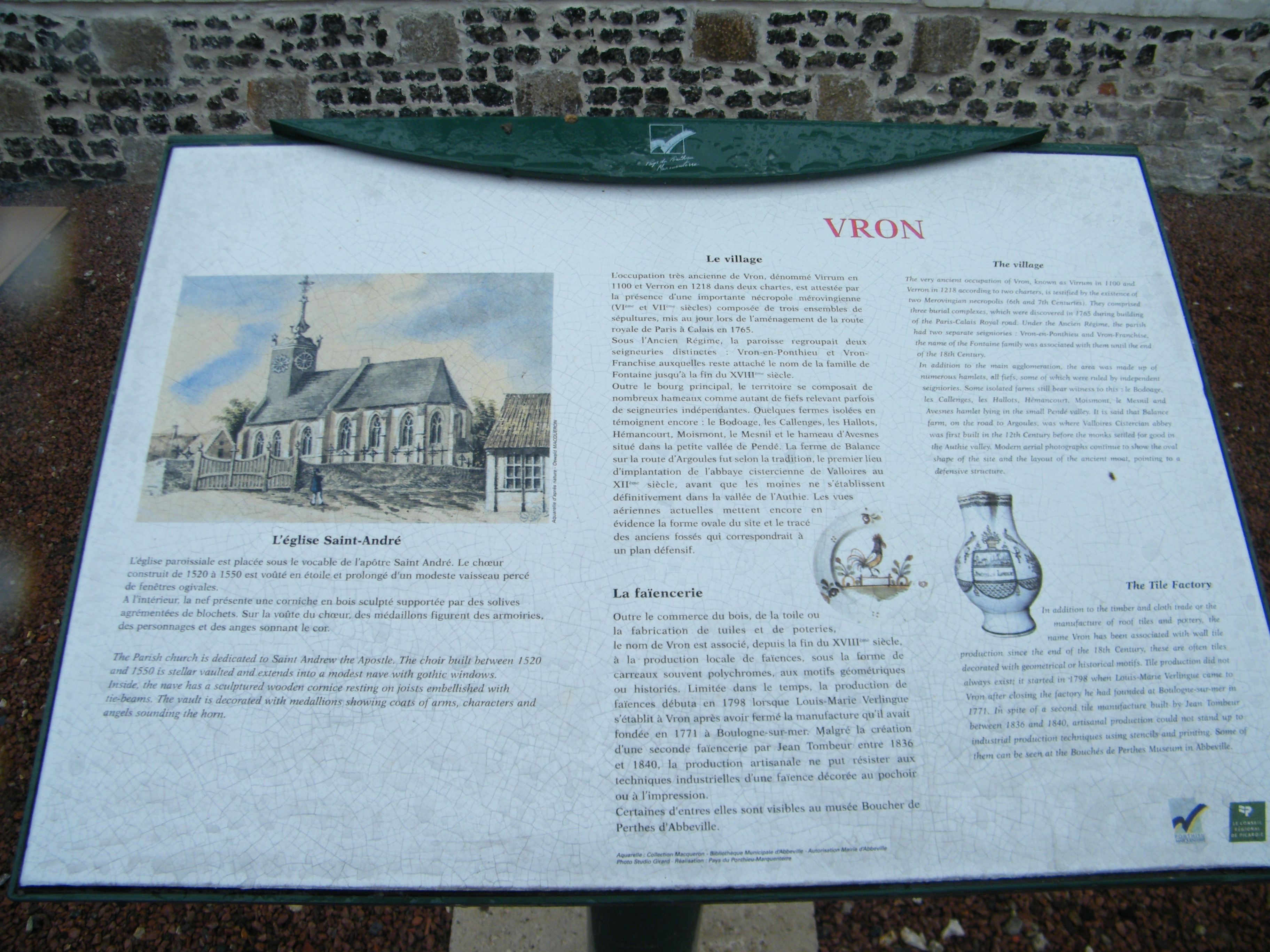
Panneau d'informations.
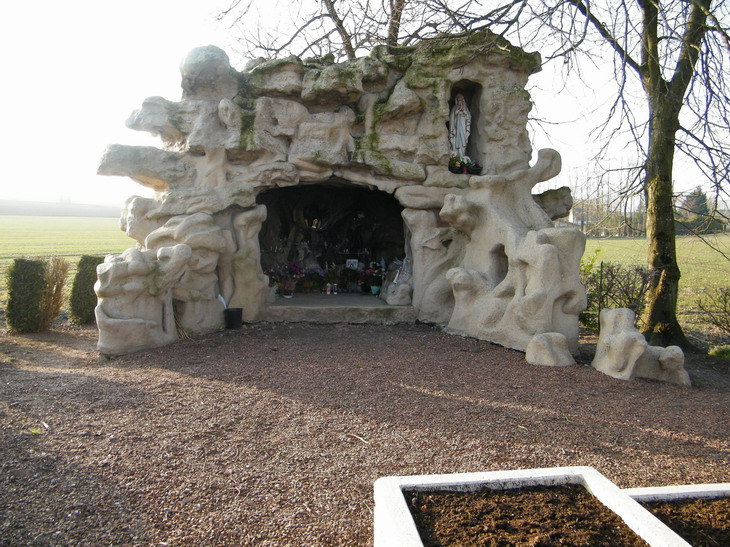
La grotte de Lourdes reconstituée.
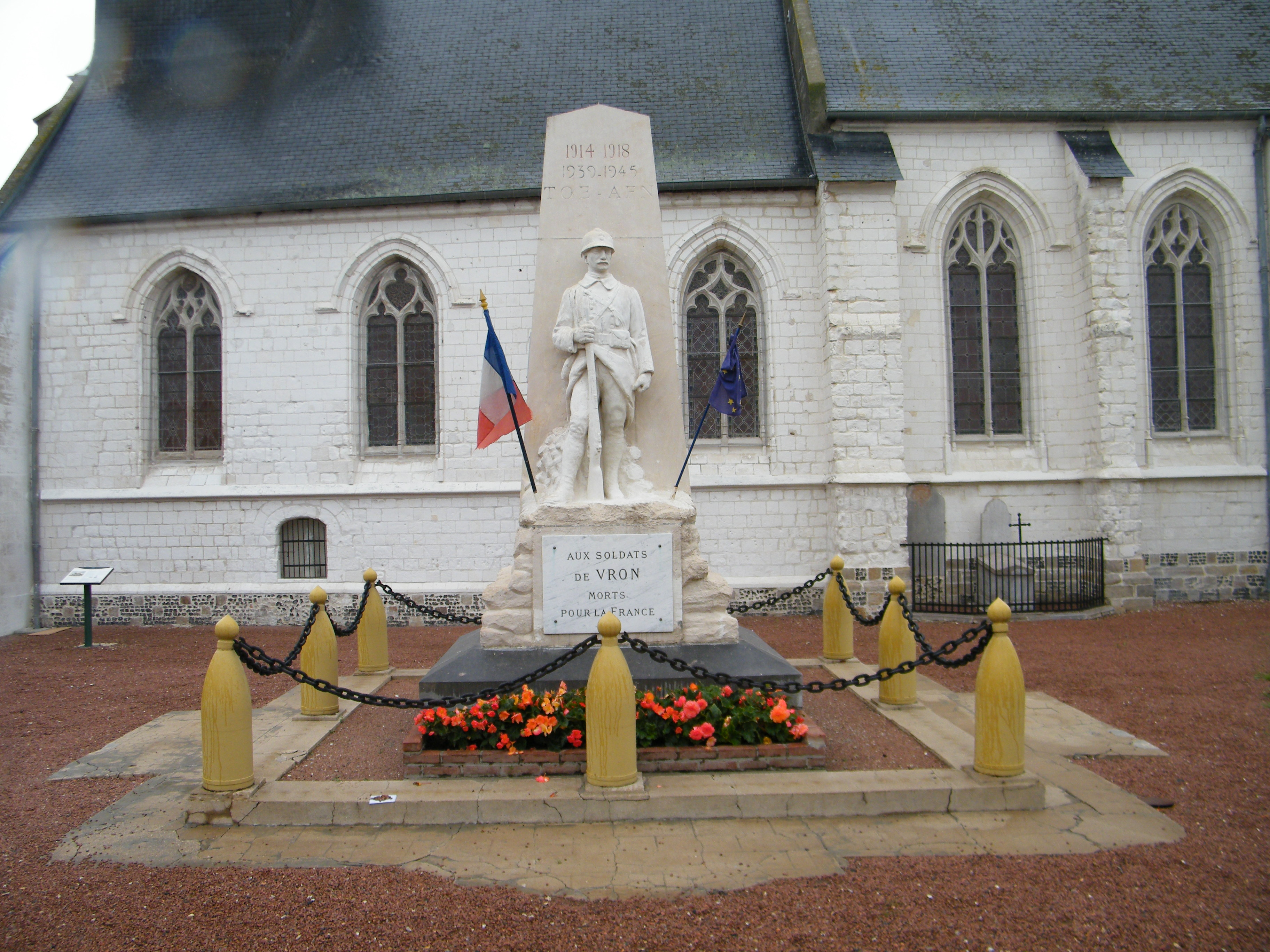
Monument aux morts, près de l'église.

### Héraldique
| Blason de Vron | Blason  | D'azur à trois chevrons d'or.                    |
| Blason de Vron | Détails | Le statut officiel du blason reste à déterminer. |

### Personnalités liées à la commune
- Émile Ternois (1862-1938), homme politique né à Vron, député de la Somme de 1910 à 1932.
- Sophie Ryckeboer-Charrier (1964-), footballeuse internationale née à Vron.
- Gaston Caudron (1884 -1959), pionnier de l'aviation, décédé à Vron.